# Liste der Baudenkmale in Neuenkirchen-Vörden
In der Liste der Baudenkmale in Neuenkirchen-Vörden sind alle Baudenkmale der niedersächsischen Gemeinde Neuenkirchen-Vörden mit den Kernorten Neuenkirchen und Vörden sowie den Ortschaften Bieste, Campemoor, Grapperhausen, Hinnenkamp, Hörsten, Nellinghof und Wenstrup aufgelistet. Die Quelle der Baudenkmale ist der Denkmalatlas Niedersachsen. Der Stand der Liste ist der 11. Dezember 2024.

## Allgemein
In den Spalten befinden sich folgende Informationen:
- Lage: die Adresse des Baudenkmales und die geographischen Koordinaten. Kartenansicht, um Koordinaten zu setzen. In der Kartenansicht sind Baudenkmale ohne Koordinaten mit einem roten Marker dargestellt und können in der Karte gesetzt werden. Baudenkmale ohne Bild sind mit einem blauen Marker gekennzeichnet, Baudenkmale mit Bild mit einem grünen Marker.
- Bezeichnung: Bezeichnung des Baudenkmales
- Beschreibung: die Beschreibung des Baudenkmales. Unter § 3 Abs. 2 NDSchG werden Einzeldenkmale und unter § 3 Abs. 3 NDSchG Gruppen baulicher Anlagen und deren Bestandteile ausgewiesen.
- ID: die Objekt-ID des Baudenkmales
- Bild: ein Bild des Baudenkmales, ggf. zusätzlich mit einem Link zu weiteren Fotos des Baudenkmals im Medienarchiv Wikimedia Commons. Wenn man auf das Kamerasymbol klickt, können Fotos zu Baudenkmalen aus dieser Liste hochgeladen werden:

## Neuenkirchen

### Gruppe: St. Bonifatius
Die Gruppe „St. Bonifatius“ ist die katholische Kirche mit Kirchhof und Christusstatue in Neuenkirchen. Schon ab dem 12. Jahrhundert stand hier eine Kirche, die 1426 ersetzt wurde. Diese Kirche wurde von 1651 bis 1889 als Simultankirche der evangelischen und katholischen Einwohnerschaft genutzt. Nach ihrem Abbruch wurde hier die katholische Kirche von 1902 bis 1905 errichtet. Die Gruppe hat die ID 35651512.

| Lage                                      | Bezeichnung | Beschreibung | ID       | Bild           |
| ----------------------------------------- | ----------- | --- | -------- | -------------- |
| Am Kirchplatz 2 52° 30′ 39″ N, 8° 4′ 3″ O | Kirche      | Die katholische Hallenkirche St. Bonifatius aus Sandstein mit Westturm wurde nach den Plänen Ludwig Beckers durch Wilhelm Sunder-Plassmann realisiert. | 35757904 | Weitere Bilder |
| Am Kirchplatz 2 52° 30′ 40″ N, 8° 4′ 0″ O | Monument    | Das Standbild einer Christusstatue mit den säkularen Insignien von Krone und Reichsapfel steht auf einem Sockel.                                       | 35757879 | BW             |
| Am Kirchplatz 2 52° 30′ 40″ N, 8° 4′ 1″ O | Kirchhof    | Der Platz umgibt die Kirche mit seinem Baumbestand ringförmig und weitet sich vor dem Portal.                                                          | 35757932 | BW             |

### Gruppe: Apostelkirche
Die Gruppe „Apostelkirche“ entstand zur Beendigung des Simultaneums in der früheren katholischen Kirche und besteht aus der evangelischen Kirche mit ihrem Friedhof. Die Gruppe hat die ID 35651527.

| Lage                                   | Bezeichnung | Beschreibung | ID       | Bild           |
| -------------------------------------- | ----------- | --- | -------- | -------------- |
| Kirchgasse 4 52° 30′ 42″ N, 8° 4′ 7″ O | Kirche      | Die evangelische Apostelkirche wurde als Saalkirche 1890 bis 1891 nach den Entwürfen von Heinrich Wilhelm Ludwig Wege errichtet. Die Kirche ist geostet mit einem Westturm. Die Ausstattung aus der Bauzeit ist ebenso erhalten wie der Altar mit seinem Gemälde von 1667. | 35758228 | Weitere Bilder |
| Kirchgasse 4 52° 30′ 43″ N, 8° 4′ 7″ O | Friedhof    | Der Friedhof zeigt eine Vielzahl älterer Grabmäler und wird von einer Bruchsteinmauer eingefasst. | 35758255 | BW             |

### Einzeldenkmale
| Lage                                                | Bezeichnung              | Beschreibung | ID       | Bild |
| --------------------------------------------------- | ------------------------ | --- | -------- | ---- |
| Alter Markt 5 52° 30′ 45″ N, 8° 4′ 6″ O             | Wohn-/Wirtschaftsgebäude | Das 1898 als Wohn- und Geschäftshaus des Malermeisters Holtheide errichtete eingeschossige Backsteingebäude unter einem Satteldach steht traufständig zur Straße Alter Markt. | 35757855 | BW   |
| Am Kirchplatz 7 52° 30′ 41″ N, 8° 3′ 59″ O          | Wohnhaus                 | Um 1870 wurde das zweigeschossige Backsteingebäude auf einem Bruchsteinsockel und unter einem Walmdach als Pastoratsgebäude errichtet. | 35757958 | BW   |
| Am Kirchplatz 9 52° 30′ 40″ N, 8° 4′ 2″ O           | Schule                   | 1822 errichtete die evangelische Gemeinde das eingeschossige verputzte Gebäude (sog. „Alte Evangelische Schule“) mit einem kleinen Eingangsrisalit. | 35757983 | BW   |
| Bergstraße 6 / Ziegelhof 52° 30′ 32″ N, 8° 4′ 19″ O | Wegekapelle              | 1887 errichtetes Backsteingebäude unter einem Satteldach mit Vorhalle. | 35758008 | BW   |
| Große Straße 12 52° 30′ 38″ N, 8° 4′ 2″ O           | Wohn-/Wirtschaftsgebäude | Die Hölzer des Vierständer-Hallenhaus unter einem Satteldach konnten auf die Jahre 1650 bis 1651 datiert werden. Ein Umbau erfolgte 1812. | 35758056 | BW   |
| Große Straße 14 52° 30′ 37″ N, 8° 4′ 2″ O           | Wohnhaus                 | Laut der Inschrift des zweigeschossigen Fachwerkgebäudes unter einem Satteldach wurde es 1598 als Speicher errichtet. 1984 fand eine Instandsetzung des sog. Hauses Kreke statt. | 35758081 | BW   |
| Hakenstraße 52° 30′ 15″ N, 8° 4′ 18″ O              | Windmühle                | 1824 wurde die achteckige Galerieholländer-Windmühle, „Selings Mühle“, errichtet. Sie ist bis zum Kopf mit Naturstein gemauert. Bis 1950 war die Mühle im Betrieb. 2001 wurde die Galerie saniert. 2007 wurden die Kappe und die Windrose ersetzt.                                                                                                 | 35758108 |      |
| Hermann-Löns-Weg 4 52° 30′ 43″ N, 8° 3′ 49″ O       | Windmühle                | Die frühere Galerieholländer-Windmühle, sog. „Pruessche Mühle“, wurde vor 1850 mit einem Kegelstumpf aus Bruchsteinmauerwerk errichtet und war ab 1870 im Eigentum der Familie Prues. 1910 wurde die Mühle zunächst auf Dampfkraft, schließlich auf Elektrizität umgestellt. Der Betrieb wurde 1955 eingestellt. Erhalten ist nur noch der Stumpf. | 35758108 | BW   |
| Holdorfer Straße 15 52° 30′ 55″ N, 8° 4′ 10″ O      | Wohn-/Wirtschaftsgebäude | Das Zweiständer-Hallenhaus des Hofes Bockhorst wurde zu Beginn des 19. Jahrhunderts unter einem Satteldach errichtet. Der Wirtschaftsgiebel kragt dreifach vor. | 35758131 | BW   |
| Johanniterstraße 10 52° 30′ 24″ N, 8° 3′ 48″ O      | Wohn-/Wirtschaftsgebäude | 1717 wurde das Zweiständer-Hallenhaus unter einem Satteldach mit einer Teildeckung in Reet errichtet. Der Wirtschaftsgiebel kragt zweifach vor. | 35758155 | BW   |
| Kirchgasse 1 52° 30′ 40″ N, 8° 4′ 3″ O              | Wohn-/Wirtschaftsgebäude | 1870 wurde das Haus Kleyböcker als eingeschossiges Backsteingebäude unter einem Satteldach errichtet. | 35758179 | BW   |
| Kirchgasse 2 52° 30′ 40″ N, 8° 4′ 4″ O              | Wohnhaus                 | Um 1880 wurde das zweigeschossige Backsteingebäude mit einem Drempel unter einem Satteldach und auf einem Werksteinsockel errichtet. | 35758204 | BW   |
| Vördener Straße 52° 30′ 28″ N, 8° 4′ 3″ O           | Wegekapelle              | Um 1905 auf dem Hof Winning-Westerhaus errichtete Backsteinkapelle auf einem Feldsteinsockel und unter einem Satteldach. | 35758280 | BW   |
| Zur Mühle 1 52° 30′ 40″ N, 8° 3′ 50″ O              | Wohnhaus                 | Das ehemalige Schrankenwärterhaus an der Bahnstrecke Delmenhorst–Hesepe wurde als eingeschossiges Backsteingebäude unter einem Satteldach errichtet. | 35758305 | BW   |

### Ehemalige Baudenkmale
| Lage                                         | Bezeichnung | Beschreibung | ID       | Bild |
| -------------------------------------------- | ----------- | --- | -------- | ---- |
| An der Bleiche 13 52° 30′ 36″ N, 8° 3′ 54″ O | Wohnhaus    | 1930 wurde das zweigeschossige Backsteingebäude unter einem Walmdach errichtet. Ab 2001 wurde das Gebäude nicht mehr im Denkmalverzeichnis geführt. | 35759204 | BW   |

## Vörden

### Gruppe: Stiftsburg Vörden
Die Gruppe „Stiftsburg Vörden“ ist die frühere Burg des Bistums Osnabrück, die bereits seit 1370 bestand. Ende des Dreißigjährigen Kriegs war die Burg Residenz des Bischofs (1643–1651). Danach war die Burg lediglich Amtssitz. 1661 erfolgte ein Umbau. 1685 wurden die Wälle nivelliert. Bis 1728 wurde der Westflügel zu einem Amtshaus umgebaut. Der Nordflügel wurde 1856 bis 1858 durch die heutige Kirche ersetzt. Die Gruppe hat die ID 35651425.

| Lage                                    | Bezeichnung        | Beschreibung | ID       | Bild           |
| --------------------------------------- | ------------------ | --- | -------- | -------------- |
| Am Burghof 1 52° 28′ 43″ N, 8° 5′ 38″ O | Kirche             | Die katholische Kirche St. Paulus ist eine verputzte Saalkirche, die als Ersatz für die 1842 abgebrannte Simultankirche bis 1858 errichtet wurde. Der Westturm wurde 1884 bis 1886 angesetzt. Der Chor wurde 1906 bis 1907 ergänzt. | 35758524 | Weitere Bilder |
| Am Burghof 1 52° 28′ 43″ N, 8° 5′ 36″ O | Amtshaus           | Das zweigeschossige verputzte Gebäude unter einem Walmdach wurde 1716 bis 1728 an der Stelle des früheren Westflügels der Burg erbaut. Es diente zunächst als Amtshaus und später als Forstinspektion. Nach 1859 wurde es als Pfarrhaus genutzt. Die Mitte des 18. Jahrhunderts errichteten Portalpfosten aus Sandstein zeigen Rocaille-Ornamente.                                                                                          | 35758551 | BW             |
| Am Burghof 1 52° 28′ 42″ N, 8° 5′ 37″ O | Wirtschaftsgebäude | Das ein- und zweigeschossige verputzte Gebäude unter einem Satteldach wurde Ende des 14. oder zu Beginn des 15. Jahrhunderts als Südflügel der Burg errichtet. 1661 erfolgte ein Umbau. Zwischenzeitlich wurde das Gebäude als Gefängnis genutzt. Neben dem sog. Niels-Stensen-Haus befand sich ursprünglich ein Kriegerdenkmal und eine Kreuzigungsgruppe, die beide entfernt wurden. Das Gebäude wird seit 1995 als Gemeindehaus genutzt. | 35758576 | BW             |
| Am Burghof 1 52° 28′ 44″ N, 8° 5′ 34″ O | Park               | Der Park liegt neben der Kirche und wird von der Graft eingefasst. | 35758606 | BW             |
| Am Burghof 1 52° 28′ 45″ N, 8° 5′ 32″ O | Graft              | Die Graft fasst die frühere Burganlage mit Park ein. | 35759779 | BW             |

### Gruppe: Christophoruskirche
Die Gruppe „Christophoruskirche“ besteht aus der evangelischen Kirche und dem Kriegerdenkmal. Die Gruppe hat die ID 35651542.

| Lage                                             | Bezeichnung    | Beschreibung | ID       | Bild           |
| ------------------------------------------------ | -------------- | --- | -------- | -------------- |
| Osnabrücker Straße 19 52° 28′ 40″ N, 8° 5′ 41″ O | Kirche         | Während der rechteckige Westturm unter einem Pyramidendach aus dem Jahre 1661 noch vom 1842 abgebrannten Vorgängerbau der Kirche St. Christophorus stammt, wurde die Saalkirche 1842 bis 1851 errichtet. Die Orgel wurde 1852 eingebaut. | 35758474 | Weitere Bilder |
| Osnabrücker Straße 19 52° 28′ 40″ N, 8° 5′ 41″ O | Kriegerdenkmal | Das 1910 errichtete Ehrenmal der Gefallenen des Deutsch-Französischen Krieges 1870 bis 1871 zeigt einen Sandsteinsockel mit aufgesetztem eckigen Pylon und einem Eisernen Kreuz auf einem Zungenblattkapitell.                           | 35758498 | BW             |

### Gruppe: Hof Schäfer
Die Gruppe „Hof Schäfer“ besteht aus einer Hofanlage mit Wohn-/Wirtschaftsgebäude, Scheune und Baumbestand aus den 1930er Jahren. Die Gruppe hat die ID 35652301.

| Lage                                        | Bezeichnung              | Beschreibung                                                                                             | ID       | Bild |
| ------------------------------------------- | ------------------------ | --- | -------- | ---- |
| Schützenstraße 13 52° 28′ 2″ N, 8° 4′ 40″ O | Wohn-/Wirtschaftsgebäude | 1934 wurde das Backsteingebäude im Stil eines Vierständer-Hallenhauses unter einem Satteldach errichtet. | 35759281 | BW   |
| Schützenstraße 13 52° 28′ 3″ N, 8° 4′ 41″ O | Scheune                  | Vermutlich ebenfalls 1934 errichtete Backsteinscheune mit zwei Quereinfahrten unter einem Satteldach.    | 35759307 | BW   |

### Gruppe: Schlachterei Möller
Die Gruppe „Schlachterei Möller“ ist ein beispielhafter Schlachtereibetrieb in der ersten Hälfte des 20. Jahrhunderts mit älterer Scheune. Heute befindet sich in den Räumen ein Schlachtereimuseum. Die Gruppe hat die ID 35652287.

| Lage                                             | Bezeichnung   | Beschreibung | ID       | Bild |
| ------------------------------------------------ | ------------- | --- | -------- | ---- |
| Osnabrücker Straße 53 52° 28′ 30″ N, 8° 5′ 18″ O | Geschäftshaus | 1925 errichtete Schlachterei in einem massiven, dreigeschossigen verputzten Gebäude unter einem Satteldach mit Pultdach über einem Teil des Erdgeschosses. Die Inneneinrichtung ist weitgehend erhalten und daher vom Heimatverein zu einem Schlachtereimuseum umgebaut worden. | 35759225 | BW   |
| Osnabrücker Straße 53 52° 28′ 30″ N, 8° 5′ 18″ O | Scheune       | 1905 errichtete Scheune aus Bruchstein mit Quer- und Längsdurchfahrt unter einem Satteldach | 35759254 | BW   |

### Einzeldenkmale
| Lage                                                                 | Bezeichnung              | Beschreibung | ID       | Bild |
| -------------------------------------------------------------------- | ------------------------ | --- | -------- | ---- |
| Große Hinterstraße 4A, 4B 52° 28′ 36″ N, 8° 5′ 38″ O                 | Wohn-/Wirtschaftsgebäude | 1857 errichtetes verputztes Vierständer-Hallenhaus unter einem Satteldach | 35758330 | BW   |
| Kleine Hinterstraße 1 52° 28′ 41″ N, 8° 5′ 37″ O                     | Wohn-/Wirtschaftsgebäude | 1843 als „Ackerbürgerhaus“ errichtetes Zweiständer-Hallenhaus unter einem Satteldach. Heute wird das Gebäude als Heimatmuseum genutzt. | 35758354 |      |
| Lindenstraße 2 52° 28′ 50″ N, 8° 5′ 50″ O                            | Wohn-/Wirtschaftsgebäude | 1820 errichtetes Zweiständer-Hallenhaus mit einem bauzeitlichen Kamin unter einem Satteldach. | 35758379 | BW   |
| Lindenstraße 2 52° 28′ 49″ N, 8° 5′ 50″ O                            | Baumbestand              | Das Gebäude wird von alten Eschen umgeben. | 35759705 | BW   |
| Osnabrücker Straße 5 52° 28′ 46″ N, 8° 5′ 50″ O                      | Wohnhaus                 | Um 1900 errichtetes verputztes Gebäude unter einem Satteldach und ähnlich der „Oldenburger Hundehütte“. | 35758404 | BW   |
| Osnabrücker Straße 17 / Campemoorstraße 1 52° 28′ 41″ N, 8° 5′ 43″ O | Geschäftshaus            | 1866 errichtetes als Textilienhandlung (rückwärtig: Kohlen- und Düngerhandlung) errichtetes Geschäftshaus auf einem Quadersockel und unter einem Schopfwalmdach. | 35758449 | BW   |
| Osnabrücker Straße 33 52° 28′ 41″ N, 8° 5′ 43″ O                     | Wohn-/Geschäftshaus      | Die dreiflügelige Anlage eines Hofes mit angebauter Schlachterei („Schlachterei Willi Starke“) ist als verputztes zweigeschossiges Wohn- und Geschäftshaus unter einem Satteldach im Südwesten und eingeschossige Remise unter einem Satteldach im Norden sowie eingeschossigem Zwischenbau mit Zwerchhaus unter einem Satteldach um 1930 ausgeführt worden. Der Anbau der zweigeschossigen Schlachterei mit Toreinfahrt unter einem Pultdach in der Straße Heiliger Wall erfolgte 1934. | 35758632 | BW   |
| Osnabrücker Straße 36 52° 28′ 38″ N, 8° 5′ 35″ O                     | Rathaus                  | 1848 wurde das zweigeschossige verputzte Gebäude unter einem Walmdach errichtet. Heute wird es als Gemeindebücherei genutzt. | 35758743 | BW   |
| Osnabrücker Straße 700 52° 28′ 43″ N, 8° 5′ 45″ O                    | Kriegerdenkmal           | Das Eingangsportal mit aufgesetztem Eisernen Kreuz dient zugleich als Mahnmal für die Gefallenen der beiden Weltkriege (1914-1918/1939-1945). | 35758767 | BW   |
| Wittenfelder Straße 10 52° 27′ 18″ N, 8° 4′ 4″ O                     | Wohn-/Wirtschaftsgebäude | 1928 in Gestalt eines Vierständer-Hallenhauses errichtetes Gebäude aus Bruch- und Hausteinmauerwerk unter einem Satteldach. | 35759082 | BW   |

## Bieste

### Gruppe: Hof Rump
Die Gruppe „Hof Rump“ ist eine Hofanlage mit mehreren Gebäuden des 18. und 19. Jahrhunderts und hat die ID 35651309.

| Lage                                 | Bezeichnung              | Beschreibung | ID       | Bild |
| ------------------------------------ | ------------------------ | --- | -------- | ---- |
| Bieste 33 52° 31′ 19″ N, 8° 1′ 14″ O | Wohn-/Wirtschaftsgebäude | Das Zweiständer-Hallenhaus wurde 1756 unter einem Satteldach errichtet. Der Wirtschaftsgiebel kragt dreifach vor. 1993 musste das Dach nach Sturmschäden erneuert werden. | 35756336 | BW   |
| Bieste 33 52° 31′ 21″ N, 8° 1′ 14″ O | Scheune                  | 1830 errichtete Fachwerkscheune mit zwei Querdurchfahrten unter einem Satteldach.                                                                                         | 35756362 | BW   |
| Bieste 33 52° 31′ 20″ N, 8° 1′ 13″ O | Scheune                  | Vor 1850 errichtete Fachwerkscheune mit Querdurchfahrt unter einem Satteldach                                                                                             | 35756389 | BW   |
| Bieste 33 52° 31′ 19″ N, 8° 1′ 16″ O | Speicher                 | 1838 errichteter Fachwerkspeicher mit vorkragendem Westgiebel unter einem Satteldach.                                                                                     | 35756414 | BW   |
| Bieste 33 52° 31′ 19″ N, 8° 1′ 16″ O | Baumbestand              | Auf der Hofanlage befindet sich noch alter Baumbestand. | 35760065 | BW   |

### Einzeldenkmale
| Lage                                      | Bezeichnung | Beschreibung | ID       | Bild |
| ----------------------------------------- | ----------- | --- | -------- | ---- |
| Bieste 16 52° 31′ 7″ N, 8° 2′ 16″ O       | Wegekapelle | Die Wegekapelle auf dem Hof Schwietering wurde um 1930 als Backsteingebäude unter einem Satteldach errichtet. Im Inneren befindet sich eine Kreuzigungsgruppe aus dem 18. Jahrhundert.                   | 35756310 | BW   |
| Bieste 16 52° 31′ 8″ N, 8° 2′ 17″ O       | Baumbestand | Die Wegekapelle wird von einem alten Baumbestand umgeben. | 35759969 | BW   |
| Bieste (K 335) 52° 31′ 58″ N, 8° 1′ 32″ O | Grenzstein  | Der bereits versunkene Grenzstein von 1842 markt die historische Grenze zwischen dem Königreich Hannover und dem Großherzogtum Oldenburg ab (heute nahe der Grenze der Landkreise Vechta und Osnabrück). | 35756720 | BW   |
| Bieste (K 355?, km 4,3)                   | Grenzstein  | Der Grenzstein von 1842 markt die historische Grenze zwischen dem Königreich Hannover („H“) und dem Großherzogtum Oldenburg ab. Der Grenzstein kann nicht lokalisiert werden.                            | 35756441 |      |

## Grapperhausen

### Gruppe: Wassermühle Blomendahl
Die Gruppe „Wassermühle Blomendahl“ besteht aus einer Wassermühle aus dem beginnenden 19. Jahrhundert mit Mühlenteich, Stau sowie Wehr und hat die ID 35651324.

| Lage                                      | Bezeichnung              | Beschreibung | ID       | Bild |
| ----------------------------------------- | ------------------------ | --- | -------- | ---- |
| Grapperhausen 3 52° 31′ 41″ N, 8° 5′ 1″ O | Mühle                    | Die Wassermühle Blomendahl wurde Anfang des 19. Jahrhunderts auf einem Bruchsteinsockel und unter einem Satteldach errichtet.                   | 35756463 | BW   |
| Grapperhausen 3 52° 31′ 41″ N, 8° 5′ 5″ O | Teich                    | Der Mühlenteich ist das Reservoir für den Betrieb der Mühle.                                                                                    | 35756489 | BW   |
| Grapperhausen 3 52° 31′ 42″ N, 8° 5′ 1″ O | Wehr                     | Das Stauwehr mit Brücke führt das Wasser zum Mühlrad.                                                                                           | 35759531 | BW   |
| Grapperhausen 3 52° 31′ 38″ N, 8° 5′ 5″ O | Wohn-/Wirtschaftsgebäude | Die Einbeziehung des Hofs in die Gruppe baulicher Anlagen der Wassermühle wurde 1989 verworfen und entsprechend im Denkmalverzeichnis vermerkt. | 35759108 | BW   |

### Einzeldenkmale
| Lage                                        | Bezeichnung              | Beschreibung                                                                               | ID       | Bild |
| ------------------------------------------- | ------------------------ | ------------------------------------------------------------------------------------------ | -------- | ---- |
| Grapperhausen 10 52° 31′ 51″ N, 8° 6′ 35″ O | Wohn-/Wirtschaftsgebäude | 1854 wurde auf Knapken Hof dieses Zweiständer-Hallenhaus unter einem Satteldach errichtet. | 35756536 | BW   |

## Hinnenkamp

### Gruppe: Hof Leiber
Die Gruppe „Hof Leiber“ ist eine Hofanlage, die bereits für das 16. Jahrhundert nachgewiesen ist, deren heutigen Gebäude ab dem 19. Jahrhundert errichtet wurden. Die Hofanlage mit dem alten Baumbestand wird durch eine Mauer eingefriedet. Die Gruppe hat die ID 35651338.

| Lage                               | Bezeichnung              | Beschreibung | ID       | Bild |
| ---------------------------------- | ------------------------ | --- | -------- | ---- |
| Ahe 23 52° 28′ 59″ N, 8° 7′ 24″ O  | Wohn-/Wirtschaftsgebäude | 1843 wurde das Zweiständer-Hallenhaus unter einem Satteldach errichtet. Sowohl Wohn- als auch Wirtschaftsgiebel kragen dreifach vor.                   | 35756561 | BW   |
| Ahe 23A 52° 28′ 59″ N, 8° 7′ 22″ O | Scheune                  | Die 1816 errichtete Fachwerkscheune mit zwei Querdurchfahrten unter einem Satteldach wurde 1991 bis 1992 zu einem Wohnhaus umgebaut.                   | 35756588 | BW   |
| Ahe 23 52° 29′ 0″ N, 8° 7′ 23″ O   | Scheune                  | 1952 bis 1953 wurde die Backsteinscheune mit drei Querdurchfahrten unter einem Satteldach errichtet.                                                   | 35759129 | BW   |
| Ahe 23 52° 29′ 0″ N, 8° 7′ 26″ O   | Speicher                 | Der Fachwerkspeicher unter einem Satteldach wurde Ende des 18. oder Anfang des 19. Jahrhunderts erbaut.                                                | 35756615 | BW   |
| Ahe 23 52° 28′ 59″ N, 8° 7′ 23″ O  | Pflaster                 | Sowohl der Hof als auch die Zufahrt sind mit Kopfsteinen gepflastert.                                                                                  | 35759433 | BW   |
| Ahe 23 52° 29′ 0″ N, 8° 7′ 24″ O   | Baumbestand              | Auf der Hofanlage befindet sich ein alter Bestand an Eichen.                                                                                           | 35760188 | BW   |
| Ahe 23 52° 28′ 59″ N, 8° 7′ 22″ O  | Einfriedung              | Die Hofanlage ist zur Straße hin mit einer Bruchsteinmauer eingefriedet. Die Einfahrt ist mit einem eisernen Gittertor und Backsteinpfosten gestaltet. | 35760113 | BW   |

### Gruppe: Hof Kleyböcker
Die Gruppe „Hof Kleyböcker“ ist eine Hofanlage aus dem 19. Jahrhundert mit der Besonderheit eines Erbbegräbnisses auf einem kleinen Friedhof. Die Gruppe hat die ID 35651353.

| Lage                                        | Bezeichnung              | Beschreibung | ID       | Bild |
| ------------------------------------------- | ------------------------ | --- | -------- | ---- |
| Hinnenkamp 58A-B 52° 28′ 59″ N, 8° 7′ 24″ O | Wohn-/Wirtschaftsgebäude | Das Zweiständer-Hallenhaus wurde unter einem Satteldach errichtet. Der dreifach vorkragende Wirtschaftsgiebel wurde 1815 erbaut, der vierfach vorkragende Wohngiebel wurde 1961 erheblich erneuert.             | 35756742 | BW   |
| Hinnenkamp 58 52° 29′ 24″ N, 8° 7′ 50″ O    | Stall                    | Der Fachwerkstall wurde im ausgehenden 19. Jahrhundert auf einem Bruchsteinsockel und unter einem Satteldach errichtet.                                                                                         | 35756769 | BW   |
| Hinnenkamp 58 52° 29′ 23″ N, 8° 7′ 52″ O    | Remise                   | Die Fachwerkremise auf einem Bruchsteinsockel und unter einem Satteldach steht giebelständig zur Zufahrt. | 35756872 | BW   |
| Hinnenkamp 58 52° 29′ 27″ N, 8° 7′ 52″ O    | Grabstätte               | Das Erbbegräbnis der Familie des Hofs Kleyböcker liegt mitten im Wald nördlich der Hofstelle. | 35756821 | BW   |
| Hinnenkamp 58 52° 29′ 24″ N, 8° 7′ 51″ O    | Torhaus                  | Das Torhaus ist als ein Fachwerkgebäude auf einem Bruchsteinsockel und unter einem traufständig mit einer mittigen Einfahrt 1958 errichtet worden.                                                              | 35756794 | BW   |
| Hinnenkamp 58 52° 29′ 24″ N, 8° 7′ 50″ O    | Pflaster                 | Die Hoffläche ist gepflastert und mit einer Grünfläche gestaltet. | 35759457 | BW   |
| Hinnenkamp 58 52° 29′ 25″ N, 8° 7′ 51″ O    | Baumbestand              | Alter Baumbestand findet sich um die gepflasterte Hoffläche. | 35760138 | BW   |
| Hinnenkamp 58 52° 29′ 24″ N, 8° 7′ 55″ O    | Einfriedung              | Straßenseitig wird der Hof durch eine Bruchsteinmauer mit Betonsteinpfosten an der Einfahrt, die durch ein schmiedeeisernes Gitter verschlossen werden kann, eingefriedet. Der Zustand der Mauer ist baufällig. | 35760213 | BW   |

### Gruppe: Meierhof
Die Gruppe „Meierhof“ ist eine Hofanlage, die um 1930 entstand. Die Gruppe hat die ID 35651497.

| Lage                                | Bezeichnung        | Beschreibung | ID       | Bild |
| ----------------------------------- | ------------------ | --- | -------- | ---- |
| Greven 3 52° 29′ 33″ N, 8° 8′ 35″ O | Wohnhaus           | Um 1930 wurde das zweigeschossige Wohngebäude aus Backstein unter einem Walmdach errichtet                                                                  | 35756666 | BW   |
| Greven 3 52° 29′ 33″ N, 8° 8′ 37″ O | Wirtschaftsgebäude | Um 1930 wurde das Gebäude mit einem Sprengwerk und einem Backsteintreppengiebel und mit einer großen und kleinen Einfahrt unter einem Satteldach errichtet. | 35756694 | BW   |
| Greven 3 52° 29′ 32″ N, 8° 8′ 35″ O | Baumbestand        | Der Hof wird durch einen alten Baumbestand gesäumt. | 35760089 | BW   |

### Einzeldenkmal
| Lage                                     | Bezeichnung | Beschreibung                                                                         | ID       | Bild |
| ---------------------------------------- | ----------- | ------------------------------------------------------------------------------------ | -------- | ---- |
| Hinnenkamp 64 52° 29′ 16″ N, 8° 6′ 55″ O | Wegekapelle | Zwischen 1920 und 1940 errichtete Backsteinkapelle unter einem geknickten Satteldach | 35756891 | BW   |

## Hörsten

### Gruppe: Astrup, Hof Hoffmann
Die Gruppe „Astrup, Hof Hoffmann“ ist ein im beginnenden 19. Jahrhundert angelegte Gehöft mit einer Bruchsteinmauer als Einfriedung am westlichen Rand der Hofanlage. Die Gruppe hat die ID 35651276.

| Lage                                 | Bezeichnung              | Beschreibung | ID       | Bild |
| ------------------------------------ | ------------------------ | --- | -------- | ---- |
| Astrup 20 52° 29′ 44″ N, 8° 6′ 34″ O | Wohn-/Wirtschaftsgebäude | Das Zweiständer-Hallenhaus unter einem Satteldach wurde im beginnenden 19. Jahrhundert errichtet. Um 1900 wurde ein Stall angebaut und 1958 der Wohnteil verlängert. Der Wirtschaftsgiebel kragt dreifach, der Wohngiebel vierfach vor. | 35756986 | BW   |
| Astrup 20 52° 29′ 44″ N, 8° 6′ 36″ O | Scheune                  | Die zeitgleich zum Hallenhaus entstandene winkelförmige Fachwerkscheune steht auf einem Bruchsteinsockel und unter einem Satteldach. Die Quereinfahrt ist wohl bauzeitlich, die Längseinfahrt später hinzugefügt worden.                | 35757011 | BW   |
| Astrup 20 52° 29′ 45″ N, 8° 6′ 35″ O | Pflaster                 | Die Hofanlage ist gepflastert. | 35757057 | BW   |

### Gruppe: Astrup, Hof Schnuck
Die Gruppe „Astrup, Hof Schnuck“ ist eine Hofanlage mit Gebäuden aus dem 19. und 20. Jahrhundert sowie einer Wassermühle. Die Gruppe hat die ID 35651291.

| Lage                                 | Bezeichnung              | Beschreibung | ID       | Bild |
| ------------------------------------ | ------------------------ | --- | -------- | ---- |
| Astrup 28 52° 29′ 47″ N, 8° 6′ 41″ O | Wohn-/Wirtschaftsgebäude | Das Zweiständer-Hallenhaus wurde 1818 unter einem Satteldach errichtet und um 1900 umgebaut. | 35757108 | BW   |
| Astrup 28 52° 29′ 47″ N, 8° 6′ 40″ O | Scheune                  | 1892 errichtete Fachwerkscheune mit zwei Querdurchfahrten unter einem Satteldach und Anbau von 1953. | 35757137 | BW   |
| Astrup 28 52° 29′ 47″ N, 8° 6′ 42″ O | Scheune                  | 1950 errichtete Fachwerkscheune mit Querdurchfahrten unter einem Satteldach. Beide Giebel kragen dreifach vor. | 35757165 | BW   |
| Astrup 28 52° 29′ 48″ N, 8° 6′ 43″ O | Wassermühle              | Das nach 1850 errichtete Fachwerkgebäude steht auf einem Bruchsteinsockel und unter einem Satteldach. Nach Verlegung des Bachs wurden die Mühlentechnik und das Mühlrad entfernt.                                                                             | 35757244 | BW   |
| Astrup 28 52° 29′ 46″ N, 8° 6′ 41″ O | Pflaster                 | Der Wirtschaftshof zwischen Wohn-/Wirtschaftsgebäuden und den beiden Scheunen mit Findlingssteinen ausgelegt, die Teilflächen dabei aufwendig mit kleinen aufrecht verlegten Natursteinen gestaltet. Die Zufahrt zur Straße mit Findlingssteinen gepflastert. | 35757192 | BW   |

### Einzeldenkmal
| Lage                                                | Bezeichnung              | Beschreibung | ID       | Bild |
| --------------------------------------------------- | ------------------------ | --- | -------- | ---- |
| Astrup 21 52° 29′ 46″ N, 8° 6′ 32″ O                | Wohn-/Wirtschaftsgebäude | Das Zweiständer-Hallenhaus wurde 1825 unter einem Satteldach errichtet. Der Wirtschaftsgiebel kragt dreifach, der Wohngiebel zweifach vor.                      | 35757083 | BW   |
| Astrup 32 52° 29′ 38″ N, 8° 6′ 39″ O                | Wohn-/Wirtschaftsgebäude | Das 1820 errichtetes Zweiständer-Hallenhaus auf dem Hof Herzog steht unter einem Satteldach. Der Wirtschaftsgiebel kragt dreifach, der Wohngiebel zweifach vor. | 35757218 | BW   |
| Hörsten 4 52° 29′ 18″ N, 8° 5′ 11″ O                | Wegekapelle              | Die 1928 anstelle eines Wegekreuzes errichtete Backsteinkapelle steht unter einem Satteldach.                                                                   | 35756913 | BW   |
| Hörsten 17 52° 29′ 37″ N, 8° 4′ 52″ O               | Wohn-/Wirtschaftsgebäude | 1885 wurde das Backsteingebäude in Gestalt eines Hallenhauses auf dem Hof Lüdecke-Block unter einem Satteldach errichtet.                                       | 35756937 | BW   |
| Hörsten 19 52° 29′ 38″ N, 8° 4′ 42″ O               | Wohn-/Wirtschaftsgebäude | Das 1887 als Heuerlingshaus des Hofs Lüdecke-Block errichtete Zweiständer-Hallenhaus steht unter einem Satteldach.                                              | 35756962 | BW   |
| Hörsten 19 52° 29′ 37″ N, 8° 4′ 41″ O               | Baumbestand              | Das Heuerhaus wird von einem alten Baumbestand umgeben. | 35759872 | BW   |
| Wahlder Weg 52° 30′ 14″ N, 8° 5′ 58″ O              | Grenzstein               | Laut Inschrift 1842 errichteter Grenzstein zur Abmarkung des Niederstifts Münster („M“) vom Hochstift Osnabrück.                                                | 35756515 | BW   |
| Severinghauser Straße 5-7 52° 30′ 3″ N, 8° 5′ 28″ O | Wohn-/Wirtschaftsgebäude | Um 1850 errichtetes Zweiständer-Hallenhaus unter einem Satteldach                                                                                               | 35757273 | BW   |

## Nellinghof

### Gruppe: Hof Wieghaus
Die Gruppe „Hof Wieghaus“ ist eine Hofanlage aus der Zeit des 19. und 20. Jahrhunderts mit einem alten Baumbestand. Die Gruppe hat die ID 35651368.

| Lage                                           | Bezeichnung              | Beschreibung | ID       | Bild |
| ---------------------------------------------- | ------------------------ | --- | -------- | ---- |
| Holdorfer Straße 27 52° 31′ 56″ N, 8° 4′ 39″ O | Wohn-/Wirtschaftsgebäude | Das Zweiständer-Hallenhaus wurde 1829 unter einem Satteldach errichtet. Der Wirtschaftsgiebel kragt dreifach vor. 1844 fand eine Sanierung des Mauerwerks statt. | 35757373 | BW   |
| Holdorfer Straße 27 52° 31′ 59″ N, 8° 4′ 44″ O | Wohn-/Wirtschaftsgebäude | Das Zweiständer-Hallenhaus wurde 1823 als Heuerhaus unter einem Satteldach errichtet. Später wurde ein Stallanbau hinzugefügt.                                   | 35757345 | BW   |
| Holdorfer Straße 27 52° 31′ 57″ N, 8° 4′ 40″ O | Scheune                  | 1909 wurde die Fachwerkscheune mit Querdurchfahrten unter einem Satteldach errichtet.                                                                            | 35757428 | BW   |
| Holdorfer Straße 27 52° 31′ 58″ N, 8° 4′ 40″ O | Torhaus                  | Das 1957 errichtete Fachwerkgebäude mit der Durchfahrt und dem Zwerggiebel unter einem Satteldach ist in den Flügeln als Remise genutzt.                         | 35757401 | BW   |
| Holdorfer Straße 27 52° 31′ 56″ N, 8° 4′ 41″ O | Einfriedung              | 1865 wurde eine Bruchsteinmauer als Einfriedung straßenseitig errichtet. Teilweise wurden Backsteine eingesetzt.                                                 | 46052812 | BW   |

### Gruppe: Schürhof
Die Gruppe „Schürhof“ (oder: „Hof Schürmann“) ist eine alte Hofanlage, die auf die Zeit des 16. und 17. Jahrhunderts zurückgeht und von jüngeren Wirtschaftsgebäuden umgeben wird. Ein alter Baumbestand flankiert die Gebäude. Die Gruppe hat die ID 35651382.

| Lage                                           | Bezeichnung              | Beschreibung | ID       | Bild |
| ---------------------------------------------- | ------------------------ | --- | -------- | ---- |
| Holdorfer Straße 25 52° 31′ 52″ N, 8° 4′ 15″ O | Wohn-/Wirtschaftsgebäude | Das Innengerüst des Zweiständer-Hallenhauses unter einem Satteldach wurde 1586 erbaut. Die Inschrift des Wirtschaftsgiebels, der dreifach vorkragt, zeigt die Jahreszahl 1786. Das Gebäude ist mehrfach verändert worden, an der Seite des Wohngiebels steht ein modernes Wohnhaus. | 35757484 | BW   |
| Holdorfer Straße 25 52° 31′ 51″ N, 8° 4′ 16″ O | Scheune                  | 1830 wurde die Fachwerkscheune mit zwei Querdurchfahrten unter einem Satteldach errichtet. | 35757568 | BW   |
| Holdorfer Straße 25 52° 31′ 52″ N, 8° 4′ 16″ O | Speicher                 | 1826 wurde der Fachwerkspeicher unter einem Satteldach errichtet. | 35757540 | BW   |
| Holdorfer Straße 25 52° 31′ 51″ N, 8° 4′ 15″ O | Torhaus                  | 1655 wurde das Fachwerkgebäude mit zwei mittigen Querdurchfahrten unter einem Satteldach errichtet. | 35757512 | BW   |

### Gruppe: Möhlenhof
Die Gruppe „Möhlenhof“ ist eine Hofanlage vom Ende des 19. Jahrhunderts mit altem Baumbestand und Mühlenbach. Die Gruppe hat die ID 35651396.

| Lage                                          | Bezeichnung              | Beschreibung | ID       | Bild |
| --------------------------------------------- | ------------------------ | --- | -------- | ---- |
| Holdorfer Straße 21 52° 31′ 36″ N, 8° 4′ 8″ O | Wohn-/Wirtschaftsgebäude | 1882 errichtetes Zweiständer-Hallenhaus unter einem Satteldach. Der Wirtschaftsgiebel kragt dreifach vor. Der Wohngiebel ist nach einer Verlängerung 1925 us Backstein gemauert. | 35757621 | BW   |
| Holdorfer Straße 21 52° 31′ 36″ N, 8° 4′ 9″ O | Scheune                  | 1913 errichtete Fachwerkscheune mit zwei Querdurchfahrten unter einem Satteldach.                                                                                                | 35757649 | BW   |
| Holdorfer Straße 21 52° 31′ 36″ N, 8° 4′ 8″ O | Stall                    | Der Stallanbau am Wirtschaftsteil des Wohn-/Wirtschaftsgebäude ist vermutlich beseitigt worden.                                                                                  | 35757677 | BW   |
| Holdorfer Straße 21 52° 31′ 37″ N, 8° 4′ 9″ O | Remise                   | Die Fachwerkremise wurde um 1900 mit drei Einfahrten errichtet. 1948 wurde an der östlichen Seite eine Backsteinwohnung für Flüchtlinge angebaut.                                | 35757703 | BW   |
| Holdorfer Straße 21 52° 31′ 37″ N, 8° 4′ 8″ O | Pflaster                 | Der Hof ist mit Natursteinen gepflastert und weist darüber hinaus einen alten Baumbestand auf.                                                                                   | 35757703 | BW   |
| Holdorfer Straße 21 52° 31′ 36″ N, 8° 4′ 5″ O | Mühlenbach               | Der Bachlauf versorgte früher eine Mühle. | 35760015 | BW   |

### Gruppe: Kronlager Mühle
Die Gruppe „Kronlager Mühle“ ist eine zuletzt für ein Sägewerk eingesetzte kombinierte Wind- und Wassermühle. Bereits 1375 ist für den Standort eine Wassermühle nachgewiesen. 1822 wurde auch der Wind als Antrieb genutzt. Ab den 1960er Jahren wurde die Mühle nicht mehr betrieben. 1970 stellte auch das Sägewerk seinen Dienst ein. Die Gruppe hat die ID 35651411.

| Lage                                      | Bezeichnung | Beschreibung | ID       | Bild |
| ----------------------------------------- | ----------- | --- | -------- | ---- |
| Schierberg 4 52° 32′ 16″ N, 8° 5′ 53″ O   | Mühle       | 1858 wurde das heutige dreigeschossige Mühlengebäude an der Stelle der früheren Mühle aus Backstein mit aufgesetztem Galerieholländer und Kappe errichtet. Ein Fachwerkgebäude unter einem Schopfwalmdach wurde als Wohnhaus angebaut. Die Galerie und die Kappe wurden 1976 erneuert. In jüngster Zeit wurde das Wasserrad ersetzt. | 35757756 | BW   |
| Schierberg 4 52° 32′ 16″ N, 8° 5′ 52″ O   | Sägewerk    | Das Sägewerk wurde als Fachwerkgebäude unter einem Satteldach im ausgehenden 19. Jahrhundert erbaut. | 35757781 | BW   |
| (Schierberg 4) 52° 32′ 15″ N, 8° 5′ 55″ O | Mühlenteich | Der Mühlenteich diente als Wasserreservoir für die Wassermühle. | 35759507 | BW   |

### Einzeldenkmale
| Lage                                                  | Bezeichnung              | Beschreibung | ID       | Bild |
| ----------------------------------------------------- | ------------------------ | --- | -------- | ---- |
| Heerweg 24 52° 32′ 2″ N, 8° 3′ 58″ O                  | Wohn-/Wirtschaftsgebäude | Das Doppelheuerhaus ist ein spiegelbildlich zusammengesetztes Zweiständer-Hallenhaus, dessen Innengerüst aus dem 18. Jahrhundert stammt. Der Umbau erfolgte im ausgehenden 19. Jahrhundert. Zwischenzeitlich wurde das Gebäude unter dem Namen „Die Hütte“ als Veranstaltungszentrum genutzt. | 35759178 | BW   |
| Heerweg / Am Möllwiesenbach 52° 31′ 50″ N, 8° 4′ 0″ O | Pflaster                 | Der vor 1899 angelegter Weg ist mit Bruchsteinen gepflastert. | 35759155 | BW   |
| Holdorfer Straße 19 52° 31′ 33″ N, 8° 4′ 28″ O        | Wohn-/Wirtschaftsgebäude | Das Zweiständer-Hallenhaus wurde 1735 für den Hof Rissling-Erdbrügge errichtet. Sowohl Wirtschafts- als auch Wohngiebel kragen zweifach vor. | 35757596 | BW   |
| Holdorfer Straße 52° 31′ 59″ N, 8° 4′ 45″ O           | Wegekapelle              | 1884 wurde die Wegekapelle für den Hof Grote als Backsteingebäude unter einem Satteldach errichtet. | 35757322 | BW   |
| Holdorfer Straße 52° 31′ 59″ N, 8° 4′ 45″ O           | Baumbestand              | Um die Kapelle befindet sich ein alter Baumbestand. | 35759851 | BW   |
| Holdorfer Straße 38 52° 32′ 31″ N, 8° 4′ 28″ O        | Wohn-/Wirtschaftsgebäude | 1784/1786 wurde das Zweiständer-Hallenhaus des Hofes Ellerbrock unter einem Satteldach errichtet. Der Wirtschaftsgiebel kragt zweifach vor. Der Wohngiebel dreifach. Der mittige, 1956 zur Traufe angelegte Risalit zeigt ein Zwerchhaus.                                                     | 35757297 | BW   |
| Holdorfer Straße 38 52° 32′ 31″ N, 8° 4′ 28″ O        | Scheune                  | 1862 errichtetes Fachwerkgebäude unter einem Satteldach. | 52928367 | BW   |
| Holdorfer Straße 52° 31′ 50″ N, 8° 4′ 41″ O           | Wegekreuz                | Anfang des 19. Jahrhunderts errichtetes Wegekreuz („Colon Wieghaus“) | 35757455 | BW   |
| Holdorfer Straße 52° 31′ 50″ N, 8° 4′ 41″ O           | Grünanlage               | Ein gestaltetes Beet schmückt das Wegekreuz | 35759727 | BW   |
| Pfahlberg 52° 32′ 23″ N, 8° 6′ 43″ O                  | Kapelle                  | Die Autobahnkapelle der Raststätte „Dammer Berge“ wurde von Paul Wolters entworfen und 1970 als Rundbau unter einem Pultdach errichtet. Der Altar ist von Albert Brocklage gestaltet worden, Madonna und Kruzifix von Ferdinand Starmann.                                                     | 48032210 |      |
| Schierberg 21 52° 32′ 20″ N, 8° 5′ 10″ O              | Kapelle                  | 1884 wurde die Backsteinkapelle in Erinnerung an den verstorbenen Erben des Hofes Thamann mit Vorhalle unter einem Satteldach errichtet. | 35757831 | BW   |
| Schierberg 21 52° 32′ 17″ N, 8° 5′ 12″ O              | Baumbestand              | Um die Kapelle herum befindet oder befand sich ein historischer Baumbestand. | 35757831 | BW   |

### Ehemaliges Denkmal
| Lage                                     | Bezeichnung              | Beschreibung | ID       | Bild |
| ---------------------------------------- | ------------------------ | --- | -------- | ---- |
| Schierberg 11 52° 32′ 32″ N, 8° 5′ 15″ O | Wohn-/Wirtschaftsgebäude | An dem 1864 als Fachwerkgebäude errichteten Heuerhaus stürzte 1991 der Dachstuhl ein. Da nur noch ein Abbruch möglich war, wurde das Gebäude aus der Denkmalliste entfernt. | 35759178 | BW   |

## Wahlde

### Einzeldenkmale
| Lage                                       | Bezeichnung              | Beschreibung | ID       | Bild |
| ------------------------------------------ | ------------------------ | --- | -------- | ---- |
| Hardinghausen 1 52° 30′ 46″ N, 8° 7′ 33″ O | Wohn-/Wirtschaftsgebäude | Das Vierständer-Hallenhaus unter einem Satteldach wurde auf dem bereits 1240 erwähnten Hof Hardinghaus errichtet. 1949 wurde ein Risalit mit Zwerchhaus angebaut. | 52916004 | BW   |
| Wahlde 11 52° 30′ 47″ N, 8° 6′ 32″ O       | Klinikgebäude            | Aus den 1960er/1970er Jahre stammendes Gebäude (Clemens-August-Jugendklinik) mit schützenswerter Bausubstanz.                                                     | 54106656 | BW   |

## Wenstrup

### Gruppe: Hofanlage Wenstrup 4
Die Gruppe „Hofanlage Wenstrup 4“ (auch: „Hof Steinkamp“) wurde im 18. Jahrhundert mit einem Baumbestand angelegt und später erweitert. Die Gruppe hat die ID 35651454.

| Lage                                  | Bezeichnung              | Beschreibung | ID       | Bild |
| ------------------------------------- | ------------------------ | --- | -------- | ---- |
| Wenstrup 4 52° 33′ 25″ N, 8° 3′ 45″ O | Wohn-/Wirtschaftsgebäude | 1731 wurde das Zweiständer-Hallenhaus unter einem Satteldach errichtet. Der Wirtschaftsgiebel kragt dreifach vor. | 35758792 | BW   |
| Wenstrup 4 52° 33′ 24″ N, 8° 3′ 44″ O | Scheune                  | Die Backsteinscheune mit fünf Einfahrten unter einem Satteldach wurde um 1900 errichtet.                          | 35758844 | BW   |
| Wenstrup 4 52° 33′ 25″ N, 8° 3′ 46″ O | Stall                    | Um 1900 wurde der Stall unter einem Satteldach aus Backstein errichtet.                                           | 35758819 | BW   |

### Gruppe: Hof Förste
Die Gruppe „Hof Förste“ wurde im 19. Jahrhundert angelegt und weist einen alten Baumbestand auf. Die Gruppe hat die ID 35651468.

| Lage                                   | Bezeichnung              | Beschreibung | ID       | Bild |
| -------------------------------------- | ------------------------ | --- | -------- | ---- |
| Wenstrup 17 52° 34′ 29″ N, 8° 2′ 20″ O | Wohn-/Wirtschaftsgebäude | 1815 war das Zweiständer-Hallenhaus unter einem Satteldach errichtet worden. Der Wirtschaftsgiebel kragt zweifach hervor. | 35758868 | BW   |
| Wenstrup 17 52° 34′ 30″ N, 8° 2′ 21″ O | Scheune                  | Nach 1850 wurde die Fachwerkscheune mit einer Querdurchfahrt unter einem Satteldach errichtet.                            | 35758896 | BW   |
| Wenstrup 17 52° 34′ 29″ N, 8° 2′ 19″ O | Scheune                  | Nach 1850 wurde die Fachwerkscheune mit einer Querdurchfahrt unter einem Satteldach errichtet.                            | 35758921 | BW   |
| Wenstrup 17 52° 34′ 30″ N, 8° 2′ 19″ O | Baumbestand              | Ein alter Baumbestand findet sich auf dem Hofgrundstück.                                                                  | 35760041 | BW   |

### Gruppe: Hof Jans
Die Gruppe „Hof Jans“ wurde im 18. Jahrhundert angelegt und später erweitert. Das Grundstück zeigt einen alten Wald. Die Gruppe hat die ID 35651483.

| Lage                                   | Bezeichnung              | Beschreibung | ID       | Bild |
| -------------------------------------- | ------------------------ | --- | -------- | ---- |
| Wenstrup 32 52° 33′ 33″ N, 8° 4′ 26″ O | Wohn-/Wirtschaftsgebäude | Das Zweiständer-Hallenhaus unter einem Satteldach mit Reetdeckung wurde 1748 errichtet und 1896 verändert. Der Wirtschaftsgiebel kraft zweifach vor. | 35758947 | BW   |
| Wenstrup 32 52° 33′ 33″ N, 8° 4′ 28″ O | Scheune                  | Ende des 19. Jahrhunderts wurde die Fachwerkscheune mit zwei Quereinfahrten unter einem Satteldach errichtet.                                        | 35758975 | BW   |
| Wenstrup 32 52° 33′ 33″ N, 8° 4′ 28″ O | Scheune                  | Die Fachwerkscheune mit Längseinfahrt unter einem Satteldach wurde Ende des 19. Jahrhunderts errichtet.                                              | 35759029 | BW   |
| Wenstrup 32 52° 33′ 33″ N, 8° 4′ 25″ O | Backhaus                 | 1754 errichtetes Fachwerkgebäude unter einem Satteldach, dessen Giebel beide zweifach vorkragen. Der Backofen ist in Bruchstein angebaut.            | 35759001 | BW   |
| Wenstrup 32 52° 33′ 33″ N, 8° 4′ 28″ O | Pflaster                 | Die Hoffläche ist unmittelbar vor den alten Gebäuden mit Feldsteinen, im Übrigen mit Klinkersteinen gepflastert.                                     | 35759055 | BW   |
| Wenstrup 32 52° 33′ 31″ N, 8° 4′ 25″ O | Baumbestand              | Auf der Hoffläche befindet sich umfangreicher Baumbestand.                                                                                           | 35759751 | BW   |